# هپی خواهد گریخت
هپی خواهد گریخت (به هندی: Happy Bhag Jayegi) فیلمی است محصول سال ۲۰۱۶ و به کارگردانی مدسر عزیز است. در این فیلم بازیگرانی همچون دیانا پنتی، آبهای دئول، جیمی شرگیل، علی فضل، مومل شیخ، جاوید شیخ ایفای نقش کرده‌اند.
در سال ۲۰۱۸ دنباله این فیلم با نام هپی دوباره خواهد گریخت ساخته شد.

## داستان
هپی کائور(دیانا پنتی) یک دختر هندی است که در روز ازدواجش از مراسم عروسی فرار می‌کند، دلیل او برای فرار این است که او پسری به نام گودو (علی فضل) را دوست دارد اما چون گودو فقیر است پدر هپی با ازدواج او موافقت نمی‌کند و می‌خواهد به زور با دامان سینگ بانگا(جیمی شرگیل) که یک سیاستمدار پولدار است ازدواج کند.
هپی پس از فرار در روز عروسی به اشتباه سوار یک ماشین دیگر می‌شود و روز بعد همراه با بسته‌ای که در آن پنهان شده در لاهور پاکستان و در خانه پسر یک سیاستمدار سرشناس پاکستانی به نام بلال احمد (آبهای دئول) وارد می‌شود. بلال وقتی ماجرا را می‌فهمد قول می‌دهد به هپی کمک کند. بلال به اسم یک گروه موسیقی واردهند می‌شود و گودو را از دست دامان سینگ آزاد می‌کند و برای ازدواج با هپی به لاهور می‌برد. دامان سینگ و پدر هپی هم در تعقیب آن‌ها وارد پاکستان می‌شوند اما در نهایت مراسم عروسی گودو وهپی برگزار می‌شود و پدر هپی هم با این ماجرا موافقت می‌کند.